# Jeunesse Sportive Kairouanaise
Jeunesse Sportive Kairouanaise, oft abgekürzt mit JSK (arabisch الشبيبة الرياضية القيروانية, DMG aš-Šabība ar-Riyāḍīya al-Qairawānīya), ist ein tunesischer Sportverein aus Kairouan.
Bekannt ist vor allem die Fußballmannschaft des 1942 gegründeten Vereins, die jahrelang in der ersten Liga spielte und 1977 die tunesische Meisterschaft errang, was jedoch auch der einzige nationale Titel bis dato sein sollte. Aktuell spielt der Klub in der zweiten Liga.

## Erfolge
- Tunesische Meisterschaft (1)
  - Meister: 1977
  - Vizemeister: 1993
- Tunesischer Landespokal
  - Finalist: 1996
- Zweite Liga (3)
  - Meister: 1958/59 (Gruppe Zentral-Süden), 1971/72 (Gruppe Süden), 1974/75 (Gruppe Süden)

## Statistik in den CAF-Wettbewerben
| Wettbewerb                 | Runde         | Gegner             | Hinspiel | Rückspiel           |  |
| -------------------------- | ------------- | ------------------ | -------- | ------------------- |  |
|                            |               |                    |          |                     |  |
| CAF Cup 1994               | 1. Runde      | AS Garde Nationale | 1:1 (A)  | 3:1 (H)             |  |
|                            | 2. Runde      | AS Nianan          | 3:1 (H)  | 1:3 (6:5 n. E.) (A) |  |
|                            | Viertelfinale | CS Saint-Denis     | 3:5 (A)  | 1:0 (H)             |  |
| CAF Confederation Cup 2005 | 1. Runde      | al-Ittihad         | 0:3 (A)  | 3:2 (H)             |  |

## Ehemalige Spieler
- Amine Chermiti
- Ali Abdi
- Lassaad Ouertani
- Ahmed Khalil

## Basketballmannschaft
Die Basketballabteilung wurde 1962 gegründet und konnte mehrere nationale Titel erringen. Hinzu kommt ein internationaler Erfolg mit dem Gewinn des nordafrikanischen Pokals der Pokalsieger im Jahr 2003. Zu Beginn der 2000er-Jahre stellte die Mannschaft eines der dominierenden Teams der Liga.